# Argentijnse peso
De peso is de munteenheid van Argentinië. Eén peso is honderd centavos.

## Munten en biljetten
De volgende munten worden gebruikt: 1, 5, 10, 25, 50 centavo(s) en 1, 2 peso(s).
Het papiergeld is beschikbaar in 2, 5, 10, 20, 50, 100, 500 peso en 1000 peso. Er is een grote behoefte aan biljetten met een grotere coupure. Het 1000 peso biljet heeft een tegenwaarde van ongeveer US$ 5,40 tegen de officiële wisselkoers per eind januari 2023. Grote hoeveelheden bankbiljetten zijn noodzakelijk voor contante betalingen waardoor het gebruik van papiergeld onpraktisch is geworden. Banken hebben extra kluisruimte moeten bijbouwen om het papiergeld veilig op te slaan. Op 22 mei 2023 werd het bankbiljet van 2000 peso in roulatie gebracht. Een jaar later kwam het biljet van 10.000 peso in circulatie. Het geld wordt geproduceerd bij de Casa de Moneda de la República Argentina.
| Waarde (S/.)  | Afmetingen  | Kleur       | Portret                                     |
| ------------- | ----------- | ----------- | ------------------------------------------- |
| 2             | 155 x 65 mm | Lichtblauw  | Bartolomé Mitre                             |
| 5             | 155 x 65 mm | Groen       | José de San Martín                          |
| 10            | 155 x 65 mm | Bruin       | Manuel Belgrano                             |
| 20            | 155 x 65 mm | Rood        | Juan Manuel de Rosas                        |
| 20 (2016)     | 155 x 65 mm | Rood        | Guanaco                                     |
| 50            | 155 x 65 mm | Donkergroen | Domingo Faustino Sarmiento                  |
| 50 (2016)     | 155 x 65 mm | Grijs       | Andes condor                                |
| 100           | 155 x 65 mm | Paars       | Julio Argentino Roca                        |
| 100           | 155 x 65 mm | Paars       | Eva Perón                                   |
| 100 (2016)    | 155 x 65 mm | Violet      | Huemul                                      |
| 200 (2016)    | 155 x 65 mm | Blauw       | Zuidkaper                                   |
| 500 (2016)    | 155 x 65 mm | Groen       | Jaguar                                      |
| 1000 (2016)   | 155 x 65 mm | Oranje      | Ovenvogel                                   |
| 2000 (2023)   | 155 x 65 mm |             | Cecilia Grierson en Ramón Carrillo          |
| 10.000 (2024) | 155 x 65 mm |             | Manuel Belgrano en María Remedios del Valle |

## Geschiedenis
Spaanse escudo's (XESE) waren de eerste munten die werden gebruikt in Argentinië. Van 1816 tot 1852 werden munten gebruikt die werden uitgegeven door autonome provincies. Na de vorming van de Argentijnse confederatie in 1852 werd een eigen munteenheid uitgegeven, de peso fuerte (ARF). In 1875 werd deze opgevolgd door de gouden peso (ARG). In 1899 werd de papieren peso (ARM) (na 1933 bekend als de peso moneda nacional) in een verhouding van één papieren peso is gelijk aan 0,44 gouden peso geïntroduceerd. De peso ley (ARL) werd gevoerd van 1970 tot 1983, waarbij 100 peso moneda nacional gelijk was aan 1 peso ley. De peso argentino was de munteenheid van 1983 tot 1985 (10.000 pesos ley is 1 peso argentino), de austral van 1985 tot 1991 (1000 pesos argentinos is 1 austral). De huidige peso is sinds 1 januari 1992 in gebruik (10.000 austral is 1 peso).

## Wisselkoers
Het doel van het monetaire beleid van Argentinië was lange tijd een stabiele verhouding van 2,9 tot 3 pesos per US$. Dit beleid slaagde tot 2008 maar sindsdien is de verhouding steil bergaf gegleden zodat begin 2014 eerder een verhouding 8:1 wordt gerekend. Tijdens de regeerperiode van Cristina Fernández de Kirchner poogde Argentinië jarenlang met strenge beperkingen van het kapitaalverkeer de koers van de peso te ondersteunen. Hierdoor bleef de officiële koers kunstmatig hoog, terwijl er een omvangrijk grijs circuit ontstond waarin de peso aanzienlijk minder waard was.
Na de beëdiging van Mauricio Macri als president op 10 december 2015 nam hij diverse maatregelen om de rol van de overheid op de economie te beperken. Hij verruimde de mogelijkheid om peso’s om te wisselen voor dollars en op de eerste dag verloor de peso, niet onverwacht, bijna 30% van zijn waarde. De wisselkoers ging in korte tijd van 9,75 pesos per dollar naar 13 pesos per dollar. De rente steeg met 9,76% en eerder had de bank met een tegenwaarde van US$5 miljard eigen valuta opgekocht om de koers te ondersteunen. De wisselkoers van de peso versus de dollar stond in januari 2018 nog op 18,6 maar begin mei was deze gedaald naar 23. De rente is ook ingezet om de inflatie dit jaar tot 15% te beperken, deze staat nu op 25,4%.
In juni 2018 keurde het bestuur van het Internationaal Monetair Fonds (IMF) een financieringspakket van US$ 50 miljard goed. Argentinië vroeg in mei hulp aan het IMF na een dramatisch waardedaling van de peso tegenover de dollar. Hiervan wordt US$ 15 miljard meteen uitgekeerd en de rest volgt als de regering voldoende vorderingen maakt in het terugdringen van het begrotingstekort. De gouverneur van de Centrale Bank van Argentinië, Luis Caputo, verwacht dat de steun zal helpen om de wisselkoers van de peso te stabiliseren.
Medio augustus 2019 verloor Macri de voorverkiezingen. De links-populistischekandidaat Alberto Ángel Fernández kreeg 48% van de stemmen terwijl Macri op zo'n 33% bleef steken. Aan de kandidatuur van Fernández is een vicepresidentschap voor Cristina Kirchner gekoppeld. In een reactie daalde de koers van Argentijnse peso versus de Amerikaanse dollar met 20% in twee dagen.
In augustus 2023 kreeg de radicale en liberale presidentskandidaat Javier Milei onverwacht veel steun in een voorverkiezing. Zijn kans om in oktober gekozen te worden als president nam aanzienlijk toe. Vanwege zijn onorthodoxe economische ideeën, hij wil de centrale bank opheffen en de Amerikaanse dollar invoeren, leidde zijn verkiezingsresultaat tot aanzienlijke verkopen van obligaties en Argentijnse pesos. De koers van de peso daalde met een vijfde, van 288 peso voor een Amerikaanse dollar op 14 augustus naar 350 peso de volgende dag. Op de blauwe markt, een officieus handelsplatform, stond de wisselkoers op 685 peso op 15 augustus. Op 10 december 2023 werd Milei beëdigd. Een van de eerste beleidsmaatregelen was de depreciatie van de peso, deze daalde in een klap van 365 peso naar 800 peso voor een dollar. Argentinië had al langere tijd het beleid de peso stapsgewijs te laten depreciëren en dit ging in een tempo van 2% per maand. 
Op 15 april 2025 sloot het land een nieuwe overeenkomst met het IMF. Voor een nieuwe lening heeft Argentinië, onder andere, diverse restricties op de internationale handel in buitenlands geld beëindigd. Verder werd het beleid om de peso stapsgewijs te depreciëren beëindigd, de centrale bank streeft naar een waarde binnen een bandbreedte van 1000 en 1400 peso versus de Amerikaanse dollar. De maandelijkse depreciatie leidde tot een overwaardering van de peso, maar dit werd nagenoeg direct gecorrigeerd met een koersval van omstreeks 10%. De bestrijding van de inflatie is een belangrijk doel Milei en deze koersval kan de inflatie doen oplopen.
| Jaar | Gemiddeld | Jaarultimo |  | Jaar | Gemiddeld | Jaarultimo |
| ---- | --------- | ---------- |  | ---- | --------- | ---------- |
| 2008 | 3,14      | 3,45       |  | 2018 | 29,10     | 37,81      |
| 2009 | 3,71      | 3,80       |  | 2019 | 48,15     | 59,90      |
| 2010 | 3,87      | 3,98       |  | 2020 | 70,54     | 84,15      |
| 2011 | 4,11      | 4,30       |  | 2021 | 94,99     | 102,75     |
| 2012 | 4,54      | 4,92       |  | 2022 | 130,62    | 176,65     |
| 2013 | 5,46      | 6,52       |  | 2023 |           | 808,47     |
| 2014 | 8,08      | 8,55       |  | 2024 |           | 1031,01    |
| 2015 | 9,23      | 13,01      |  |      |           |            |
| 2016 | 14,76     | 15,85      |  |      |           |            |
| 2017 | 16,56     | 18,77      |  |      |           |            |